# Tomaspis rubripennis
Tomaspis rubripennis is een halfvleugelig insect uit de familie schuimcicaden (Cercopidae). De wetenschappelijke naam van deze soort is voor het eerst geldig gepubliceerd in 1846 door Blanchard & Brulle.